# 香港佑寧堂

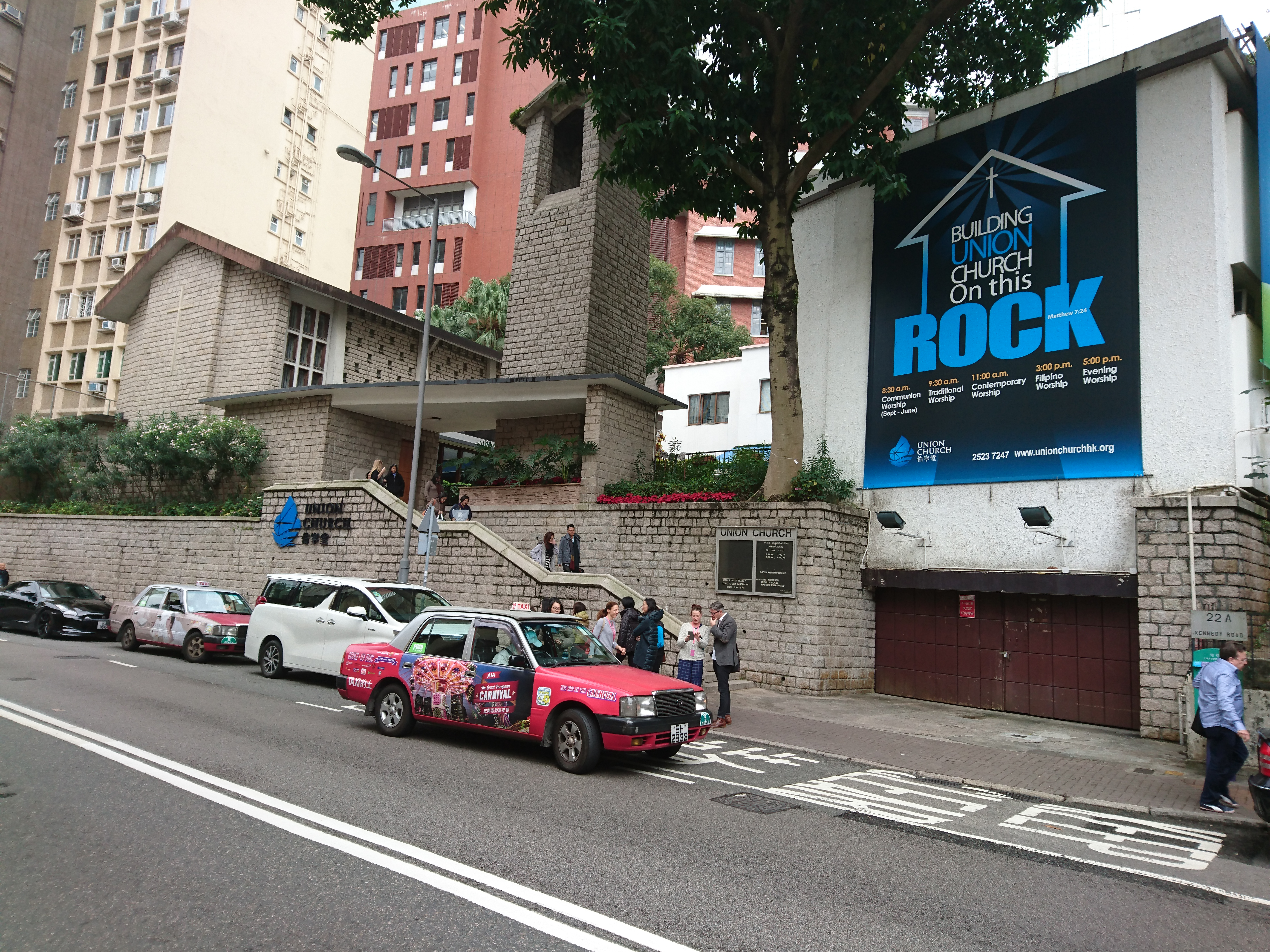
香港佑寧堂外貌

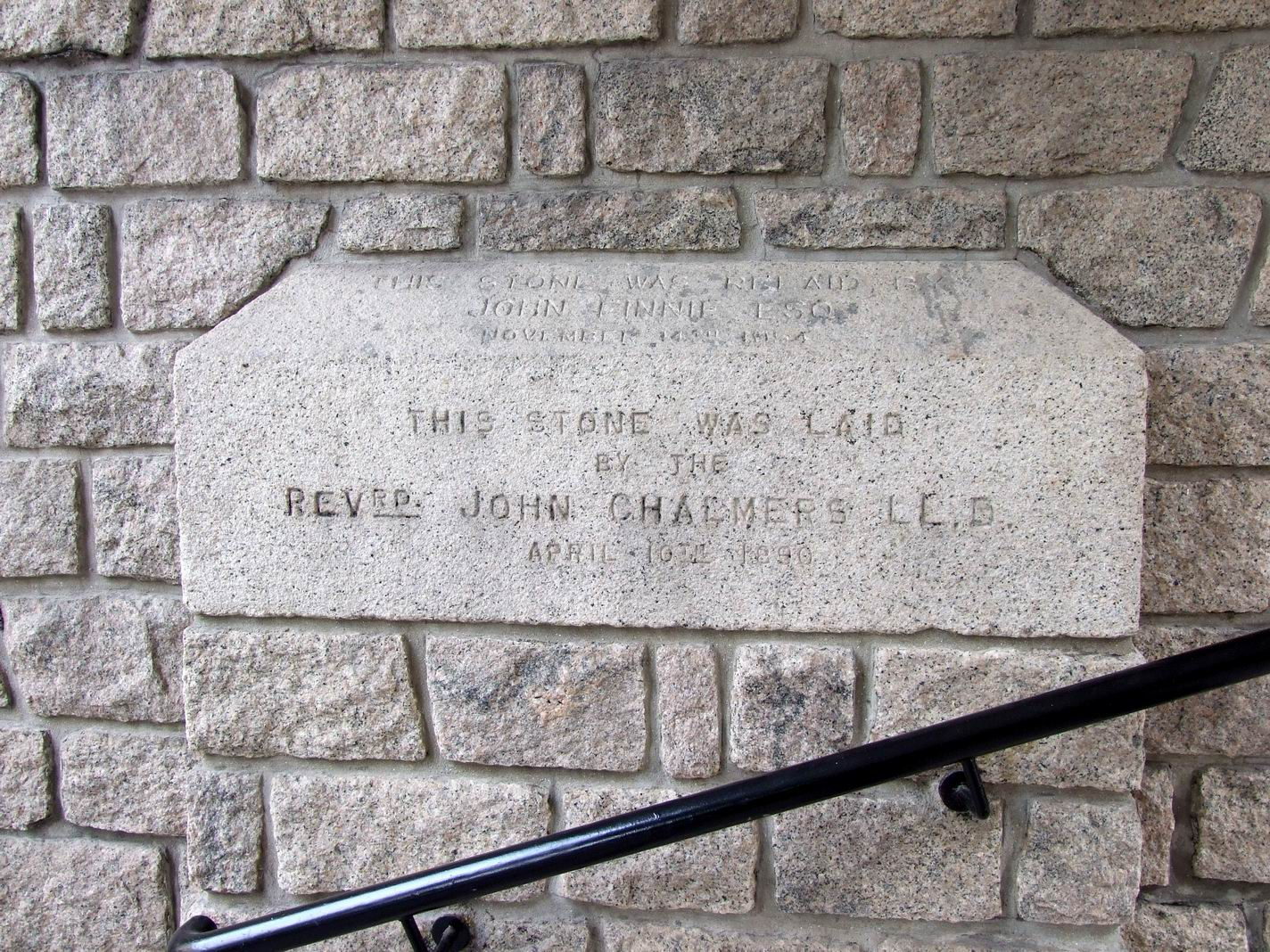
香港佑寧堂基石

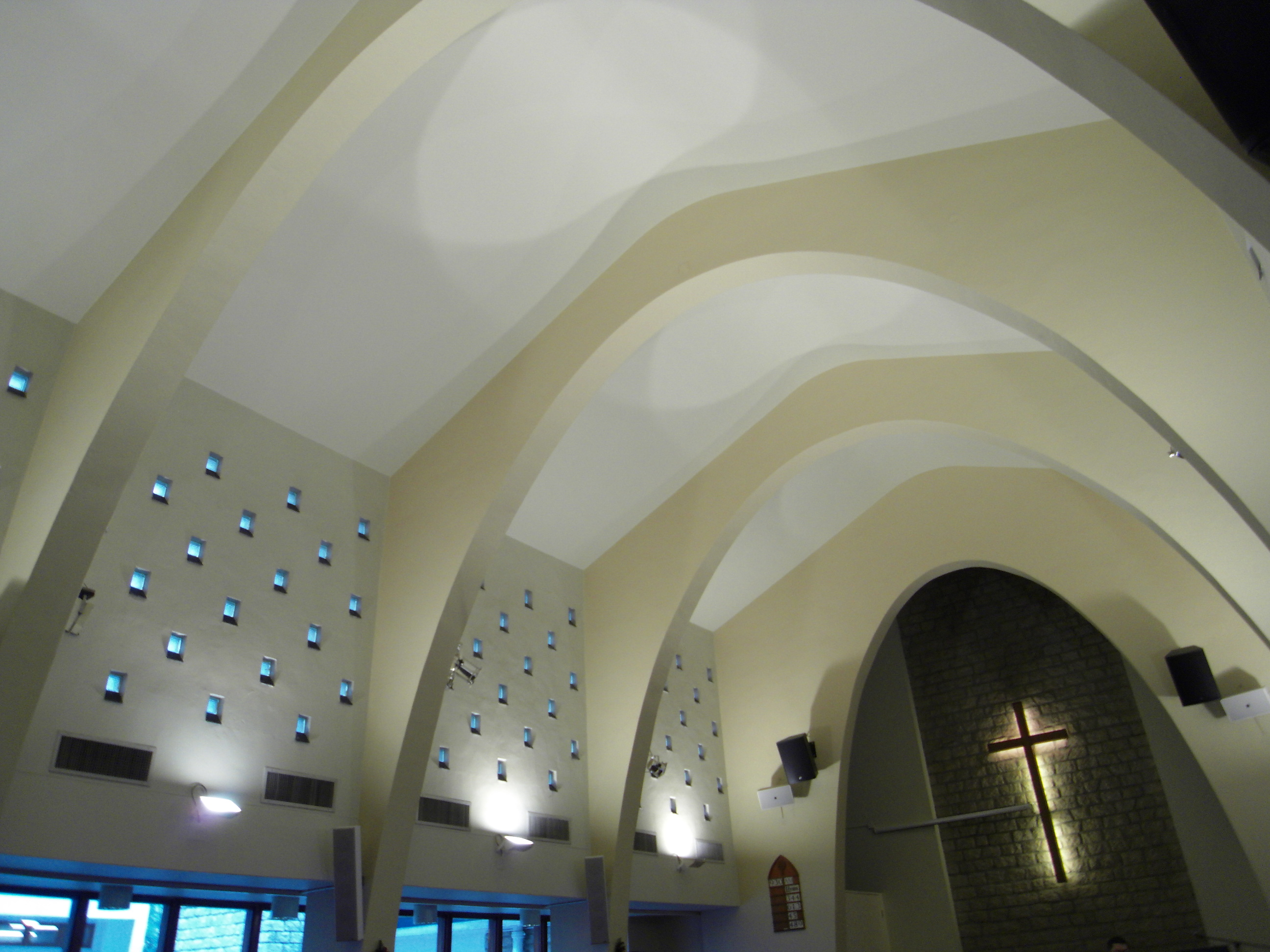
香港佑寧堂內部

香港佑寧堂成立於1844年，是香港一座英語傳道跨宗派基督教教堂，位於香港半山區堅尼地道22號A。香港佑寧堂是香港基督教協進會的會員教會。主日崇拜共有五堂聚會，四堂採用英語而一堂採用菲律賓語。其聖所及鐘樓於2017年獲古物古蹟辦事處評為三級歷史建築。教堂已經在2018年清拆重建。

## 歷史
香港佑寧堂的源頭可以追溯到1843年理雅各牧師（Rev. Dr. James Legge）抵達香港開始，理雅各是一名蘇格蘭漢學家，為倫敦傳道會（London Missionary Society）傳教士，1840年獲委派到马六甲主持英华书院（Anglo Chinese College），當時中國開放門戶，包括香港及其他通商口岸，傳道會希望在中國開展傳道事工。
理雅各於1843年7月6日到港，出任香港英華書院第一屆校長。1844年8月理雅各公告倫敦會建議設立一所採用中文及英文傳道的教堂供公眾崇拜。
香港佑寧堂原址位於荷李活道（在卑利街與嘉咸街之間），位於當時西人與華人社區的交界處，初名愉寧堂（Union Chapel），「Union」有追求合一的精神，其一是聯繫不同教派的信徒；其二是聯合華人與西人一同參與基督教的宗教活動。由於倫敦會的非國教背景，故此取用「Chapel」以別於國教教會的「Church」，直到理雅各離港及國教派與非國教派對立緩和，才更名「Union Church」，而中文名「愉寧堂」只是約定俗成。新堂於1845年建成，因門前有大石柱而俗稱為「大石柱堂」，周日早上為西人舉行宗教活動，主要為英國海軍及陸軍成員和西商，而華人則在下午3時舉行。1846年按立何福堂為香港首位華人牧師，負責倫敦會在港華人事工。同年倫敦會差派祈理蘭（John Fellerton Cleland）到港協助理雅各主理愉寧堂西人會務。祈理蘭離港後，由循道會的祈庇士（Battinson Kay）於1849年7月接任，但不受會眾歡迎，於同年11月辭職。理雅各負起會務，並邀請軍中信徒協助推廣活動。1862年華人會眾自理會務並成立「英華書院公會」（道濟會堂的前身）。
由於愉寧堂參與人數不斷增長，荷李活道舊堂不敷應用，於1865年搬遷到士丹頓街，新堂可設多達400座位。1867年理雅各離港返英，倫敦會派遣馬理斯（D.B. Morris）接任教牧工作，惟不足3年亦因與會眾交惡而辭職收場。剛好理雅各回港編輯《中國經籍》，再次執掌愉寧堂教務，直到1873年他著譯全套的《中國經籍》全部出版後再次離港返英，由英軍隨軍牧師林安（James Lamont）義務主理會務。林安於1879年隨軍事調動離港，倫敦會同意由其省、港兩地的資深傳教士湛約翰（John Chalmers）兼理堂務1年，結果做了16個月於1881年才找到柯輝理（John Colville）接任。但柯輝理在任期間信眾流失嚴重，到1884年8月31日他離任後，經濟拮据的愉寧堂已無餘款聘請牧師維持宗教活動。幸好歐德理（Ernest John Eitel）於1884年11月以義務身份重新籌劃愉寧堂的宗教活動。1886年華人自立後成立道濟會堂並遷離愉寧堂。
1890年愉寧堂將一磚一石搬遷到堅尼地道現址重建，並於1897年加建副堂。1901年獲香港政府授權簽發結婚證明書。第二次世界大戰時教堂遭受到嚴重破壞，據稱教堂建築物遭拆卸，取用物料用以重建總督府，並加建日式塔樓。新堂於1949年重建完成開放，繼於1971年擴建完成。

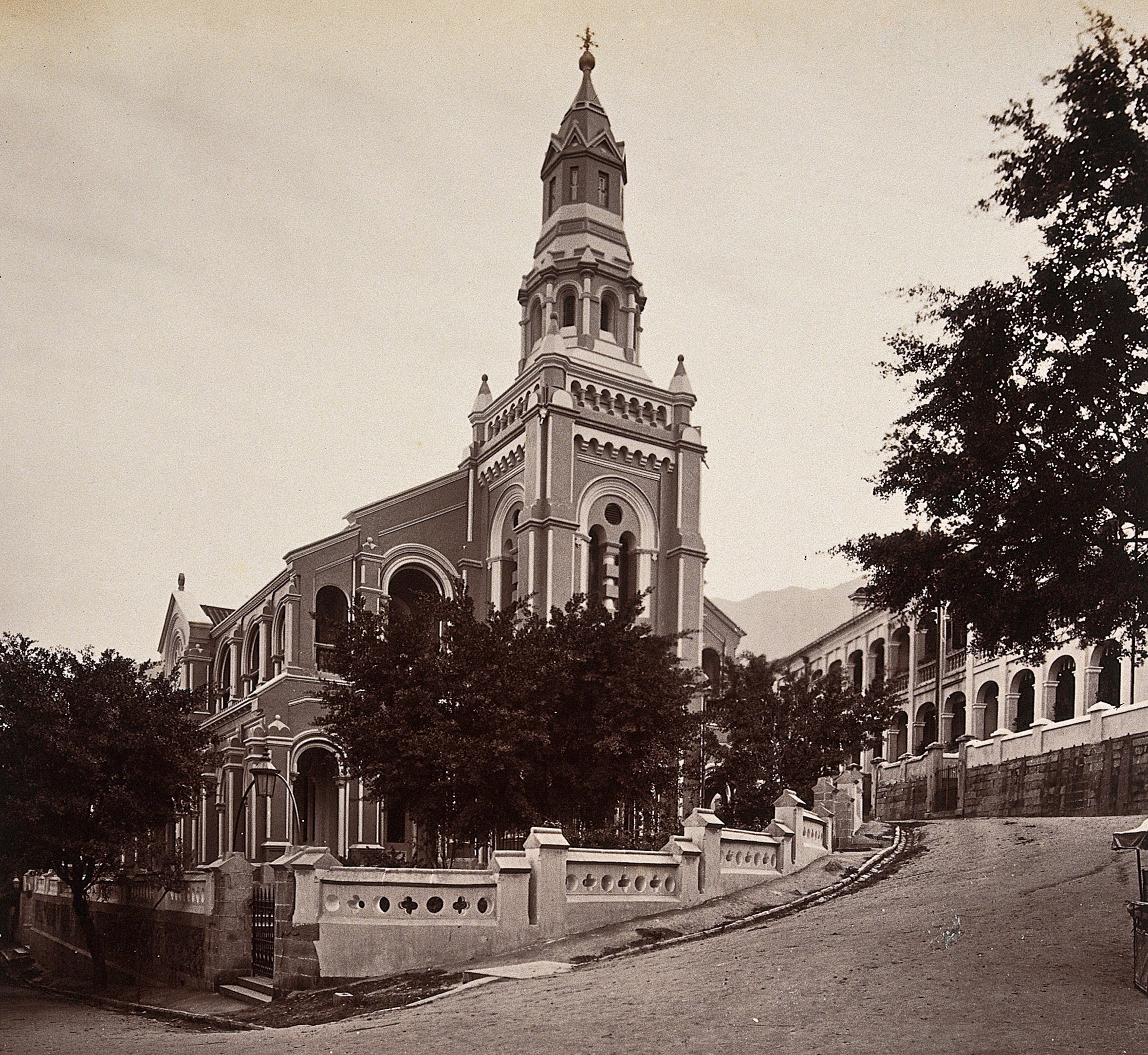
佑寧堂第二代建築
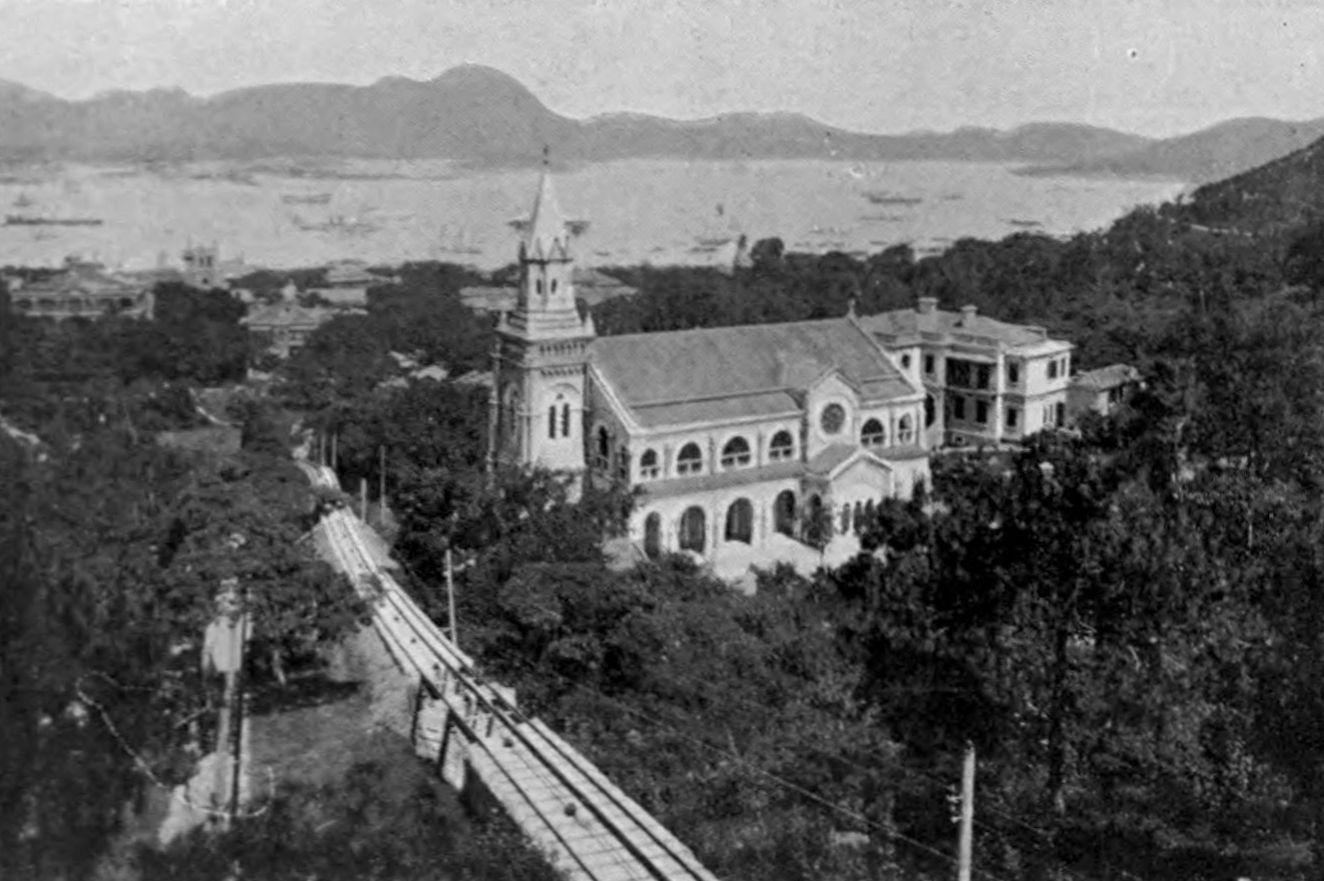
佑寧堂第三代建築

## 啟發課程
啟發課程起源於倫敦聖三一布普頓堂，香港是首個華人社會開始推動「啟發課程」（The Alpha Course），自1994年香港佑寧堂舉辦首屆「啟發課程」後，由會友苗禮士（Steve Miller）及解哈拿（Hannah Miller）夫婦開展推動工作，1998年解哈拿將「啟發課程」翻譯成中文，並在同年邀請課程創辦人甘力克牧師（The Revd. Nicky Gumbel）來港主領首屆「香港啟發大會」。2007年4月10-11日在九龍灣國際展貿中心舉行「全球華人啟發大會」。

## 重建爭議
2017年3月，香港基督教協進會與發展商恒基合作，將教堂重建成22層高的綜合大樓，發展成高級住宅，提供45個單位。街坊批評將教堂改建成豪宅的決定感到可惜。城市設計聯盟成吳永順不贊成重建計劃，認為重建後教堂欠特色。

## 相關書目
- 黃文江. . 劉義章、黃文江 合編  (编). . 香港: 香港中文大學聯合書院. 2002年: 第37–56頁. ISBN 962-86543-1-4 （中文（香港））.

## 外部連結
- 香港佑寧堂 （英文）（页面存档备份，存于）
- 佑寧堂法團條例 - 第1052章（页面存档备份，存于）
- 香港啟發課程（页面存档备份，存于）